# Wive Larsson

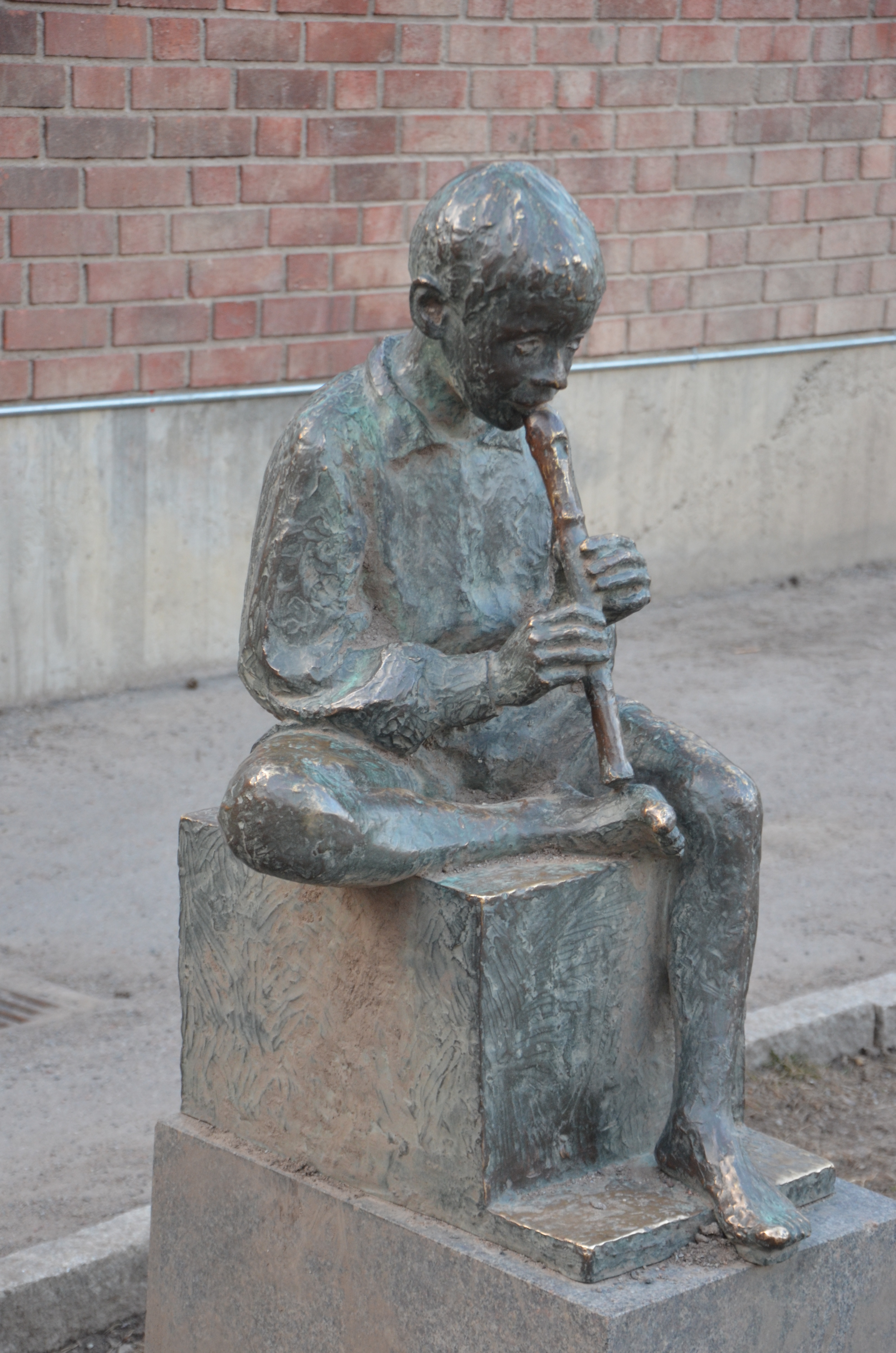
Flöjtspelande pojke på skolgården till Herrängens skola i Stockholm

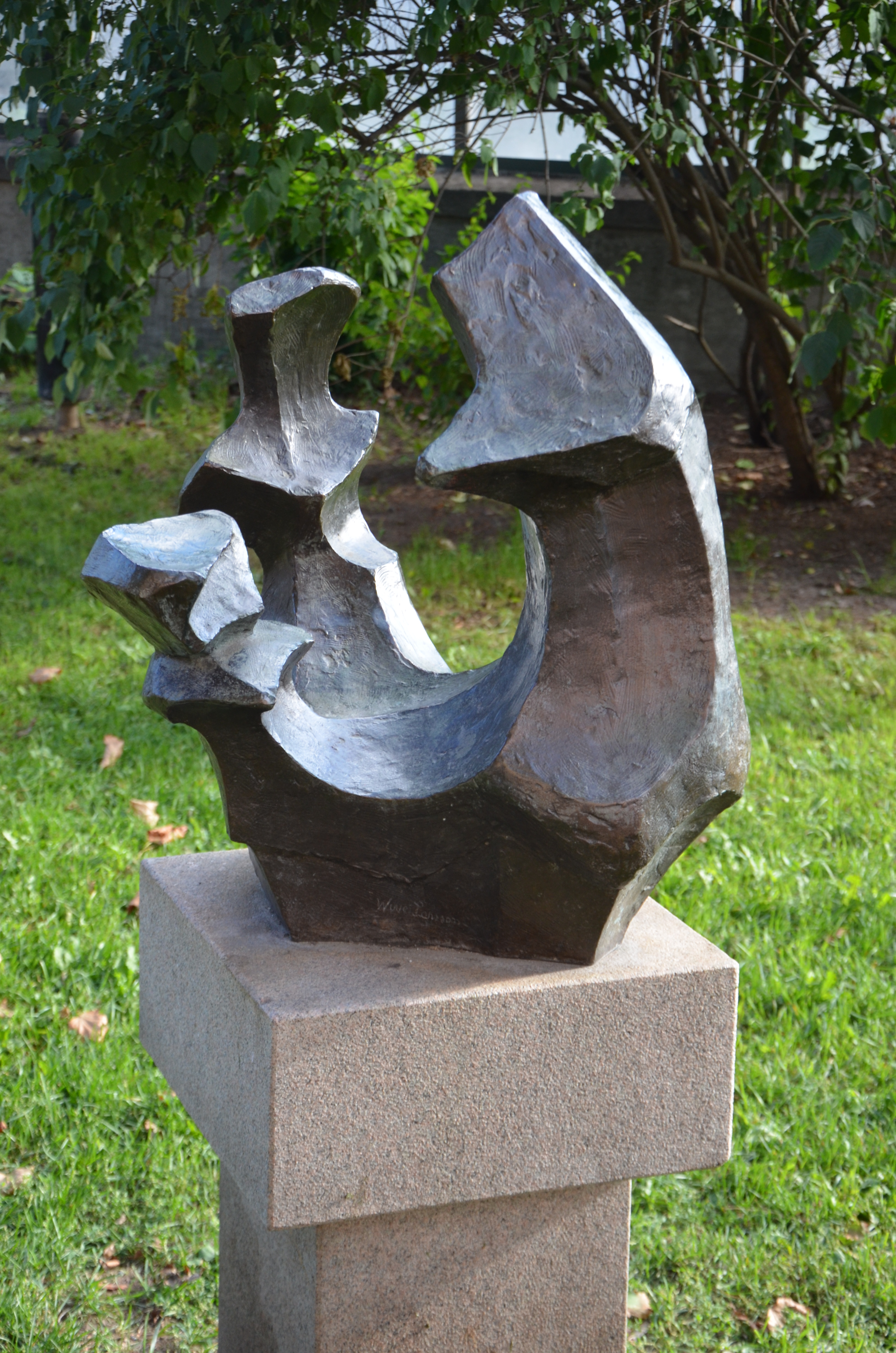
Treklang i Atlastäppan i Stockholm

Kjell John Wive Larsson, född 10 oktober 1925 i Västra Vemmenhög, död 29 juli 2007 i Ekerö församling, Uppland, var en svensk målare och skulptör.

## Familj
Wive Larsson var son till konstnären Ola Larsson (1863–1939) i Västra Vemmenhög och bror till skulptören Wämund Larsson (1924–90) samt från 1947 gift med konstnären Sonia Klöfving.

## Biografi
Larsson växte upp i Västra Vemmenhög. Han utbildade sig på en målarskola i Malmö och på Valands målarskola i Göteborg, samt i skulptur på Konstfack och på Kungliga konsthögskolan i Stockholm, det senare 1950–1955 för Eric Grate och Stig Blomberg. Han debuterade 1949 som målare på Skånes konstförening i Malmö och som skulptör på Skånes konstförening 1952 på Skånes konstförening med skulpturer i gips.
Wive Larsson bodde och arbetade från 1960-talet på Ekerö utanför Stockholm. Han har framför allt gjort skulpturer i organiska former, inspirerade av den antroposofiska rörelsen. Han var lärare i skulptur vid Rudolf Steinerseminariet i Järna till sin bortgång.

## Offentliga verk i urval
- Vad sker?, brons, Stockholm , Malmö och Korsbacka bostadsområde i Kävlinge, den senare rest 1974
- Vattenträdet, fontän i betong, 1963, Trångsundstorg, Huddinge kommun
- Fontän, Vellinge torg
- Atlasparken, Stockholm
- Arkad, brons, Urnlunden i Goetheanum i Basel i Schweiz
- Barfotasångare, brons, Fatbursgatan på Södermalm i Stockholm
- Bevingad, Sjöhistoriska museet, på Djurgården i Stockholm
- Eldens element, Vidarkliniken i Järna
- Mur, betong, Rudolf Steinerseminariet i Järna (tillsammans med dottern Turid Wivesson)
- Parcifal och Sigun, 2002, Davids, Gammelgarn på Gotland
- Pojke, brons, 1967, Kihlmansgatan i Köping
- Pojke med flöjt, brons, 1967, Kihlmansgatan i Köping

## Fotogalleri

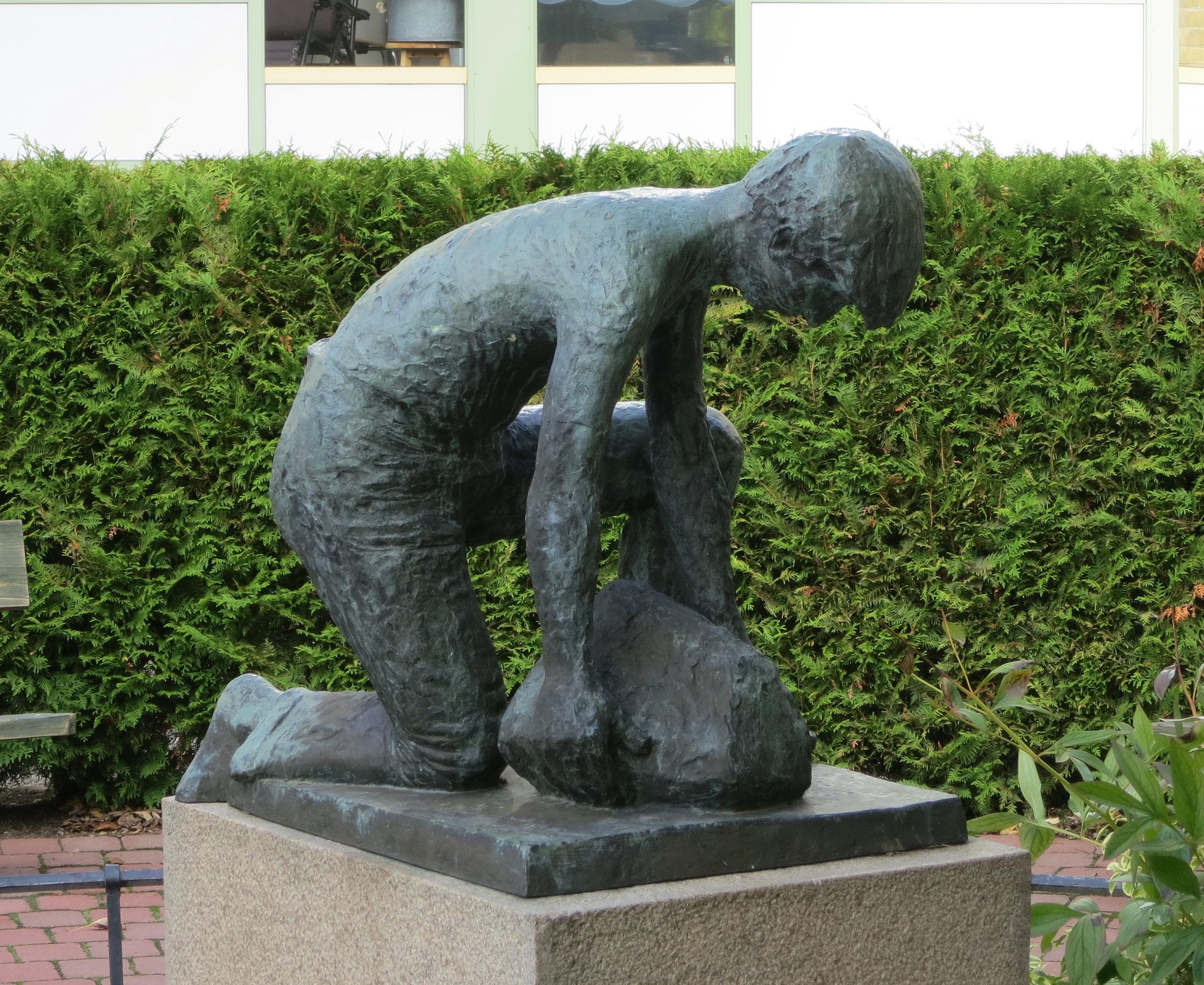
Pojke lyftande sten i Malmö